# 下位運動ニューロン
下位運動ニューロン（かいうんどうにゅーろん、英:lower motor neuron）とはその細胞体と樹状突起が中枢神経系内に存在し、軸索は末梢神経となって伸び、錐外筋線維とシナプスするニューロン。古典的にはα運動ニューロンと同義である。中枢神経系の全体の機能は下位運動ニューロンを介して行われる。下位運動ニューロンとしてα運動ニューロン、γ運動ニューロンが分類される。原則として、α運動ニューロンは錐外筋を、γ運動ニューロンは錐内筋を支配する。